# چاکی جفری

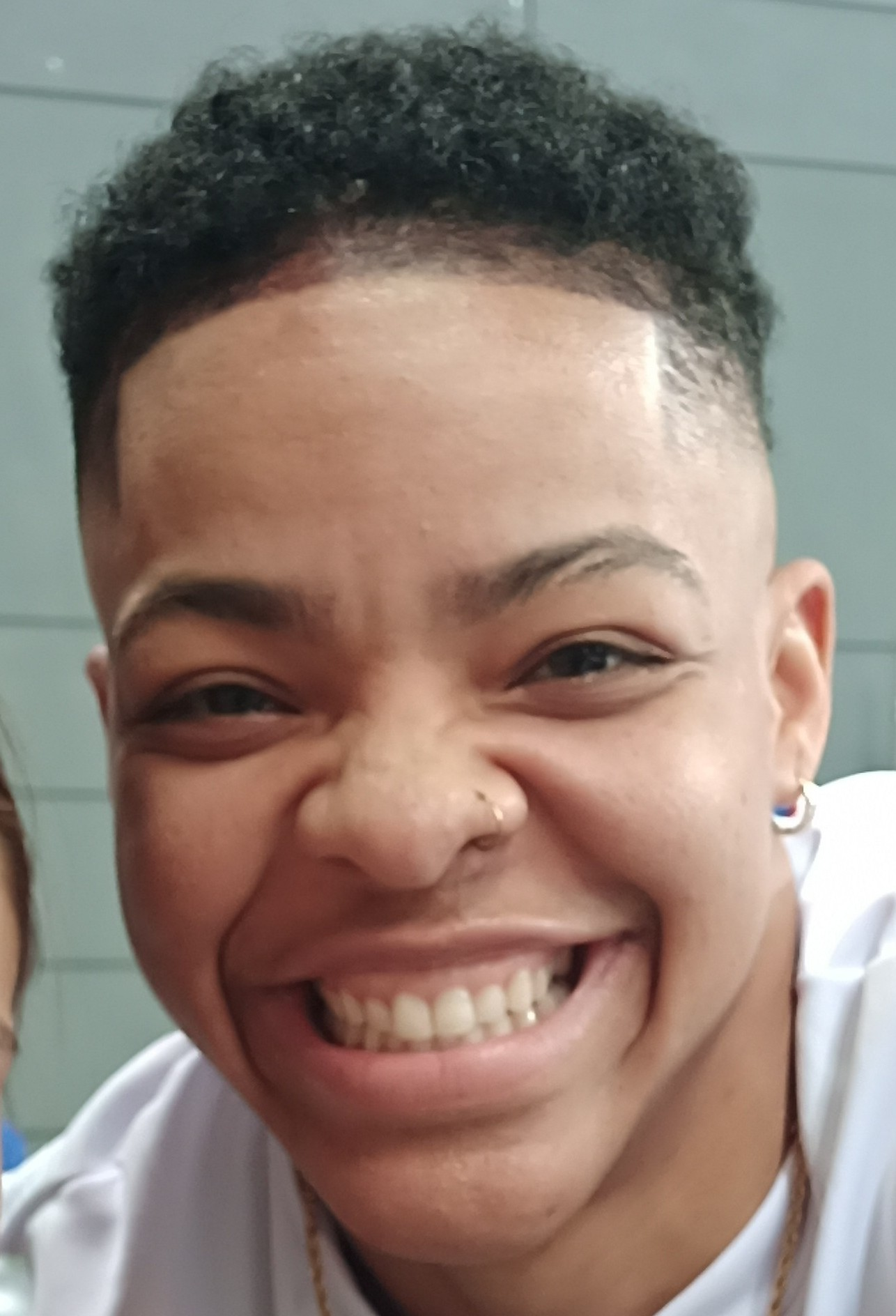
چاکی جفری در سال ۲۰۲۱

چاکی جفری (انگلیسی: Chucky Jeffery؛ زادهٔ ۸ مهٔ ۱۹۹۱) بازیکن بسکتبال اهل ایالات متحده آمریکا است.